# جان اف. منینگ
جان اف. منینگ (انگلیسی: John F. Manning؛ زادهٔ ۱۹۶۱ (۶۳–۶۴ سال)) رئیس مدرسه حقوق هاروارد اهل ایالات متحده آمریکا است.

## فعالیت‌ها
جان منینگ تحصیلکرده هاروارد و دانش‌آموخته کالج هاروارد به سال ۱۹۸۲ و مدرسه حقوق هاروارد به سال ۱۹۸۵ می‌باشد. وی پیش از آمدن به هاروارد از سال ۱۹۹۴ در مدرسه حقوق کلمبیا به تدریس مشغول و صاحب کرسی مایکل سوورن بود.
منینگ تدریس در هاروارد را از سال ۲۰۰۴ آغاز نموده و پیش از ریاست مدرسه حقوق هاروارد، صاحب کرسی استادی بروس بروملی در همان مدرسه (۱۷–۲۰۰۷) و در فاصله سالهای ۱۷–۲۰۱۳ جانشین مارتا مینو سرپرست پیشین مدرسه بود. عنوان درسهای ارایه شده توسط منینگ عبارتند از: حقوق اداری (انگلیسی: administrative law)، دادگاه‌های فدرال (انگلیسی: federal courts)، قانونگذاری و تنظیم گری (انگلیسی: legislation and regulation)، تفکیک قوا (انگلیسی: separation of powers) و تفسیر قانونی (انگلیسی: statutory interpretation). بیشتر تالیفات منینگ بر مباحث تفسیر قانونی و قانون اساسی ساختاری (انگلیسی: structural constitutional law) تمرکز دارد.
در ۳۰ آوریل ۲۰۱۳، منینگ به عضویت آکادمی هنر و علوم آمریکا انتخاب شد.

## مشاغل حقوقی و قضایی
وی همچنین پس از دانش‌آموختگی در هاروارد (۱۹۸۵) و پیش از تدریس در دانشگاه، در مشاغل مختلف حقوقی و قضایی به فعالیت می‌پرداخت: منشی قاضی رابرت اچ. بورک در دادگاه استیناف واشینگتن (۸۶–۱۹۸۵)، مشاور حقوقی در دفتر مشاوره حقوقی وزارت دادگستری ایالات متحده آمریکا (۸۸–۱۹۸۶)، منشی قاضی آنتونین اسکالیا در دیوان عالی ایالات متحده آمریکا (۸۹–۱۹۸۸)، همکار مؤسسه حقوقی گیبسون، دان و کراچر در دفتر واشینگتن (۹۱–۱۹۸۹)، دستیار سلیسیتر کل ایالات متحده آمریکا (۹۴–۱۹۹۱)